# Ван Гог. На пороге вечности
«Ван Гог. На пороге вечности» (англ. At Eternity's Gate) — фильм о жизни нидерландского художника Винсента ван Гога. Режиссёр фильма — номинант на премию «Оскар» Джулиан Шнабель. Он же работал над написанием сценария с лауреатом премии Жан-Клодом Карьером. В главных ролях — Уиллем Дефо, Оскар Айзек, Руперт Френд, Мадс Миккельсен, Матьё Амальрик и Эмманюэль Сенье. За исполнение роли Винсента Ван Гога актёр Уиллем Дефо получил премию Венецианского кинофестиваля, а также заработал номинацию на «Золотой глобус» и «Оскар».
Фильм вышел в российский прокат 7 февраля 2019 года.

## Сюжет
Действие фильма описывает последние годы жизни Винсента Ван Гога в Арле. Художник поселяется в домике с желтыми стенами. Он бродит по окрестностям города, гуляет по полям, встречает рассвет, забирается в горы с мольбертом и ящиком для красок. Всё привлекает его внимание: кипарисовая аллея, поля с подсолнухами, тростниковая роща.
Однажды Ван Гог встречает группу детей, которые вышли на прогулку со своей учительницей. Художник пишет корни поваленного дерева. Дети осыпают его критическими комментариями. Неожиданно Ван Гог выходит из себя и набрасывается на детей с криком. Он возвращается домой, и уже в городе в темноте один из детей бросает в него камень.
Ван Гог оказывается в психиатрической лечебнице, когда к нему на один день приезжает брат Тео. Художник не помнит причины, по которой он оказался в больнице. Винсент подавлен, он рассказывает Тео о своих видениях, которые его пугают. Тео обещает помочь и пишет письмо Полю Гогену с просьбой приехать в Арль и пожить некоторое время вместе с Винсентом. Гоген принимает приглашение.
Гоген и Ван Гог вместе работают на пленэре и спорят о том, что должен изображать художник. Ван Гог чувствует, что должен изображать природу, а Гоген считает, что художник должен изображать то, что у него в голове. Кажется, что они говорят об одном и том же, но разными словами. Гоген также критикует импрессионистов: Ренуара, Дега, Моне, считает, что они устарели. Ван Гог уверен, что его картины могут вернуть людям потерянное чувство жизни.
Художники, которых любит Ван Гог — Хальс, Гойя, Веласкес, Веронезе, Делакруа — пишут быстрыми уверенными мазками. Гоген отмечает, что Ван Гог пишет иначе — его мазки густые, это скорее скульптура, а не живопись. Он советует Винсенту больше контролировать свою технику и работать в помещении. Ван Гог возражает, что ему необходимо наблюдать природу и только высвобождать картину из природы. Неожиданно Гоген заявляет что скоро уедет в Париж, т. к. его картины продаются, и кроме того ему не нравится в Арле. Ван Гог приходит в возбуждение и просит его не уезжать.
Накануне отъезда Гогена между художниками происходит ссора, и Ван Гог отрезает себе мочку уха. Однако Винсент опять не может точно описать произошедшие события. Он верит, что рядом с ним обитает грозный дух, который хочет убить его. Отрезав ухо, художник пытался отсечь этот дух. Ван Гога снова отправляют в лечебницу. Его единственная просьба — позволить ему писать картины. Однако вместо этого Ван Гога подвергают мучительным лечебным процедурам, похожим на пытку. Пациенты лечебницы гуляют во внутреннем дворе, похожем на тюремный, в смирительных рубашках.
Гоген пишет Винсенту примирительное письмо. Состояние Винсента понемногу улучшается. Он беседует со священником, и рассуждает вполне здраво о своём предназначении и жизни Иисуса Христа. Ван Гога выписывают из лечебницы и он возвращается в Париж. Там он встречается с Тео и понимает, что ни одна из его картин не продана. Тео пытается поддержать Винсента, но Винсент хочет снова уехать. Он уезжает в Овер-сюр-Уаз под Парижем.
В финальной сцене к пишущему на улице картину художнику подбегают два подростка. У одного из них в руке пистолет, между ними происходит потасовка. Неожиданно раздаётся выстрел. Ван Гог, держась за окровавленный живот, возвращается в город. Лёжа на кровати в номере отеля он снова не может вспомнить, что произошло, и просит никого не винить в случившемся. В комнату входит Тео, но только для того, чтобы закрыть глаза мёртвому брату.

## В ролях
- Уиллем Дефо — Винсент ван Гог
- Руперт Френд — Тео ван Гог
- Оскар Айзек — Поль Гоген
- Мадс Миккельсен — священник
- Матьё Амальрик — доктор Поль Гаше
- Эмманюэль Сенье — мадам Жину
- Амира Казар — Йоханна Ван Гог
- Венсан Перес — the director
- Стелла Шнабель — Гэби
- Владимир Консиньи — доктор Феликс Рей
- Клеман Поль Люэр — Эмиль Бернар
- Франк Молинаро — Тулуз-Лотрек

## Производство
В мае 2017 года Шнабель заявил, что снимет фильм о художнике Винсенте ван Гоге с Уиллемом Дефо в главной роли. Сценарий фильма написал сам Шнабель вместе с французским сценаристом Жаном-Клодом Каррьером.

## Релиз
Мировая премьера картины состоялась 3 сентября 2018 года на Венецианском кинофестивале. Также фильм был показан 12 октября 2018 года на Международном кинофестивале в Нью-Йорке и 19 октября на Международном кинофестивале в Чикаго.
Оригинальный трейлер стал доступен для просмотра в сети в начале сентября 2018 года, его локализованная версия — в начале ноября. Выход фильма в России состоялся 7 февраля 2019 года.
С 10 октября 2018 года по 13 января 2019 года в музее Орсе в Париже проходила выставка Джулиана Шнабеля «Orsay through the Eyes of Julian Schnabel» (Орсе глазами Джулиана Шнабеля), приуроченная к выходу фильма «Ван Гог. На пороге вечности». На выставке было представлено также несколько картин ван Гога.

## Награды и номинации
| Фестиваль / Премия         | Год  | категория                                         | результат |
| -------------------------- | ---- | ------------------------------------------------- | --------- |
| Венецианский кинофестиваль | 2018 | Кубок Вольпи за лучшую мужскую роль (Уиллем Дефо) | Победа    |
| Венецианский кинофестиваль | 2018 | Приз Green Drop Award                             | Победа    |
| Венецианский кинофестиваль | 2018 | Премия фонда Миммо Ротелла                        | Победа    |
| Венецианский кинофестиваль | 2018 | Золотой лев                                       | Номинация |
| «Золотой глобус»           | 2019 | Лучший актёр в драматическом фильме (Уиллем Дефо) | Номинация |
| «Оскар»                    | 2019 | Лучший актёр (Уиллем Дефо)                        | Номинация |